# Araneus mangarevoides
Araneus mangarevoides är en spindelart som först beskrevs av Friedrich Wilhelm Bösenberg och Embrik Strand 1906.  Araneus mangarevoides ingår i släktet Araneus och familjen hjulspindlar. Inga underarter finns listade i Catalogue of Life.